# Jean-Denis Vandenbroucke
Jean-Denis Vandenbroucke (Mouscron, 11 d'octubre de 1976) va ser un ciclista belga, professional del 1998 al 2000. Un cop retirat s'ha dedicat a la direcció esportiva.
El seu pare Jean-Luc i el seu cosí Frank també foren ciclistes professionals.